# حجر (فلم 2008)
حجر (بالإنجليزية: Quarantine) هو فيلم رعب تم إنتاجه في الولايات المتحدة وصدر سنة 2008 بطولة جينيفر كاربنتر وستيف هاريس وجاي هيرنانديز وهو مقتبس من فيلم رعب إسباني صدر سنة 2007 يحمل اسم [تسجيل].

## القصة
مراسلة للتلفزيون ومصور يتم تكليفهما بقضاء وردية الليل في محطة لوس أنجيلوس للإطفاء بعد مكالمة استغاثة روتينية، يجدان نفسيهما في مبنى سكني صغير ويجدان الشرطة قد سبقتهما لنداء استغاثة آخر لسماع الصرخات من إحدى الشقق، ليكتشفا أن قاطني المبنى قد أصيبوا بعدوي غريبة ويهاجمون الجميع فيحاولون الهروب، لكن يكتشفون أنه تم تطبيق الحجر الصحي على المبنى، ولا يستطيعون الهروب.

## الميزانية والإيرادات
كلف الفيلم 12 مليون دولار وحقق أرباح تقدر بـ 41.3 مليون دولار.

## وصلات خارجية
- مقالات تستعمل روابط فنية بلا صلة مع ويكي بيانات

حجر على IMDb
حجر على Rotten Tomatos
حجر على Metacritic